# Zlitan
Zlitan (Arabisch: زليتن) is een stad aan de Middellandse Zee in de gemeente Misratah in Libië. De stad ligt 160 km ten oosten van de hoofdstad Tripoli in het vroegere Tripolitanië. 
Tijdens de Opstand in Libië vonden er in de oostelijke buitenwijken gevechten plaats tussen rebellen en troepen loyaal aan dictator Moammar al-Qadhafi. De stad stond eind juli 2011 nog onder controle van het regime in Tripoli, maar op 21 augustus namen de opstandelingen de stad in.